# Diadeemtangare
De diadeemtangare (Stephanophorus diadematus) is een zangvogel uit de familie Thraupidae (tangaren).

## Verspreiding en leefgebied
Deze soort komt voor van Paraguay tot zuidoostelijk Brazilië, Uruguay en noordoostelijk Argentinië.